# Trachycarpidium verrucosum
Trachycarpidium verrucosum là một loài Rêu trong họ Pottiaceae. Loài này được (Besch.) Broth. miêu tả khoa học đầu tiên năm 1901.